# Miranda Dekker
Miranda Dekker (Koog aan de Zaan, 21 juli 1989) is een voormalig Nederlandse langebaanschaatsster en marathonschaatsster. Haar specialiteit ligt op de lange afstanden. Dekker was of is lid van Schaatstrainingsgroep Zaanstreek. In november 2010 maakte ze haar debuut bij de senioren. Bij het NK afstanden kwam ze op de 3000m tot een 18e plek. Op het NK allround 2011 in Thialf eindigde ze later dat seizoen op een 14e plaats. Ze wist zich daar niet te plaatsen voor de afsluitende 5000m, haar sterkste afstand.
In 2012 maakte Dekker de overstap naar Team Anker, later iSkate Development Team van trainers Dennis van der Gun en Erwin ten Hove.

## Persoonlijke records
| Afstand    | Tijd    | Datum            | Baan       |
| ---------- | ------- | ---------------- | ---------- |
| 500 meter  | 40,45   | 27 december 2014 | Heerenveen |
| 1000 meter | 1.20,19 | 29 december 2011 | Heerenveen |
| 1500 meter | 1.59,81 | 28 december 2014 | Heerenveen |
| 3000 meter | 4.14,91 | 27 december 2014 | Heerenveen |
| 5000 meter | 7.43,49 | 13 februari 2011 | Groningen  |

## Resultaten
| Jaar | NK Afstanden        | NK Allround             | NK Sprint                |
| ---- | ------------------- | ----------------------- | ------------------------ |
| 2011 | 18e 3000m           | NC15 (18e, 11e, 10e, -) |                          |
| 2012 | 21e 1500m 17e 3000m | NC14 (10e, 13e, 14e, -) | 20e (22e, 18e, 22e, 17e) |
| 2013 | 21e 1500m           | NC18 (19e, 19e, 10e, -) |                          |
| 2014 |                     | NC10 (13e, 11e, 11e, -) |                          |
| 2015 | 18e 1500m 19e 3000m | NC12 (12e, 14e, 12e, -) |                          |
| 2016 | 22e 1500m           | NC13 (10e, 16e, 13e, -) |                          |
| 2017 |                     | NC16 (11e, 16e, 16e, -) |                          |